# Arthropteris
Arthropteris je rod kapradin řazený do samostatné čeledi Arthropteridaceae. Jsou to pozemní nebo epifytní kapradiny s dlouze plazivými oddenky a jednoduše zpeřenými listy. Rod zahrnuje asi 20 druhů a je rozšířen v tropech Starého světa.

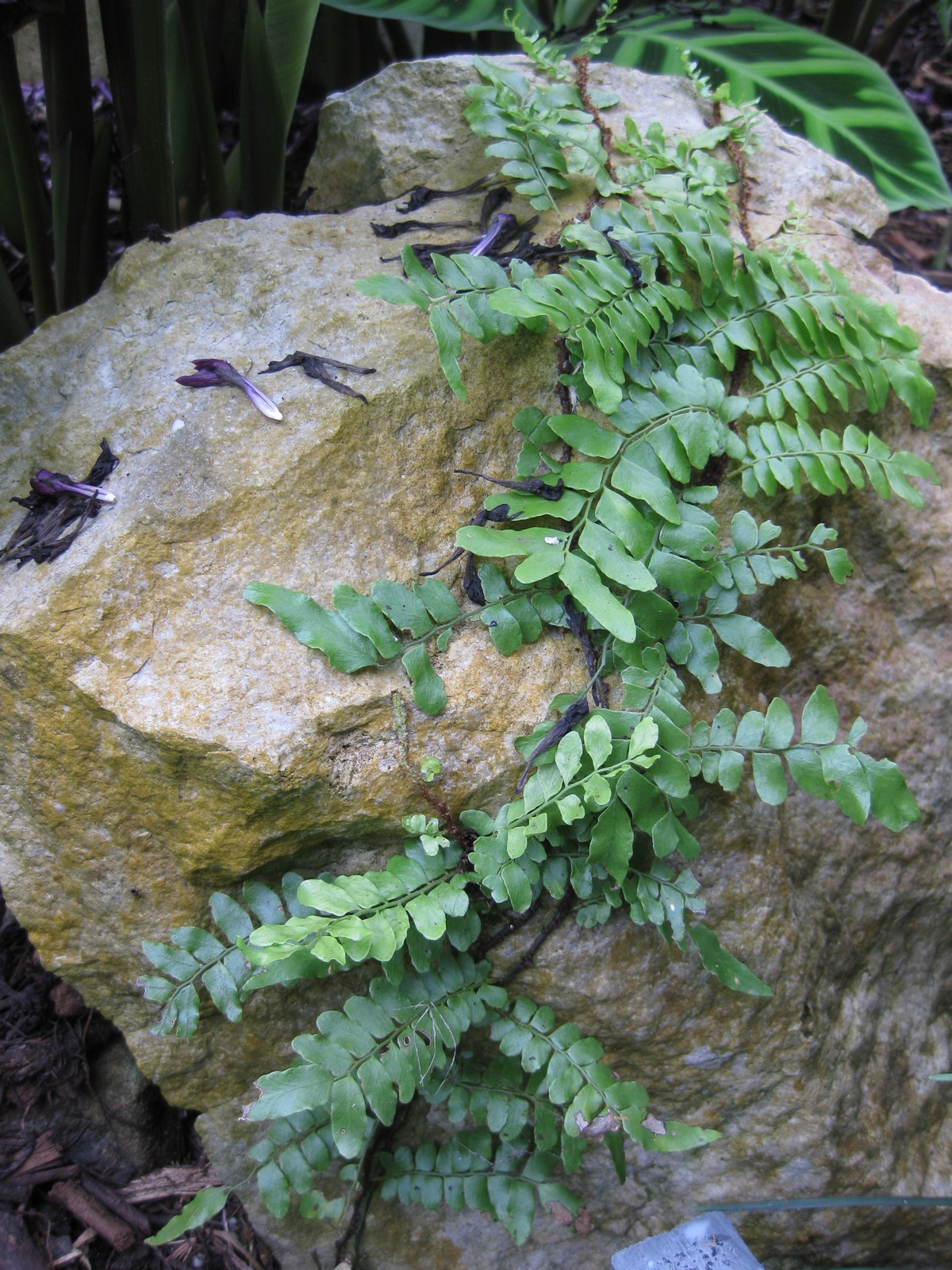
Arthropteris tenella

## Popis
Zástupci rodu Arthropteris jsou pozemní nebo epifytické kapradiny s dlouze šplhavými nebo plazivými, drátovitými oddenky pokrytými štítovitými šupinami. Listy jsou drobné až středně velké, jednoduše zpeřené s celistvými nebo zpeřeně členěnými úkrojky a vyrůstají z oddenku ve 2 řadách. Žilnatina je tvořena 2x až 3x vidličnatě větvenými, volnými nebo jen řídce se spojujícími žilkami. Výtrusné kupky jsou okrouhlé, kryté ledvinovitou či okrouhlou ostěrou nebo řidčeji bez ostěr. Jsou umístěné v jediné řadě nacházející se mezi hlavním žebrem a okrajem listového segmentu. Výtrusnice jsou dlouze stopkaté a obsahují monoletní, eliptické až kulovité spory.

## Rozšíření
Rod Arthropteris obsahuje asi 20 druhů. Je rozšířen v tropech Starého světa v oblasti od Afriky a Madagaskaru po východní Asii, Austrálii a Tichomoří. Druh A. altescandens je endemit ostrovů Juan Fernandez, spadajících pod Chile. Na Novém Zélandu rod zasahuje i do oblastí mírného pásu. Centrum druhové diverzity je v subsaharské Africe (7 druhů) a na Madagaskaru (rovněž 7 druhů). Největší areál má druh A. palisotii, rozšířený od Afriky přes tropickou Asii a Austrálii až po Tichomoří.

## Taxonomie
Pozice rodu Arthropteris v taxonomii kapradin byla dlouho nejasná. Někteří taxonomové jej řadili do příbuzenstva rodů Nephrolepis či Oleandra. Podle výsledků molekulárních studií představuje sesterskou větev Tectariaceae. Zprvu byl řazen do této čeledi, v roce 2013 pak byla publikována samostatná čeleď Arthropteridaceae.